# Anthurium roezlii
Anthurium roezlii är en kallaväxtart som beskrevs av Eduard August von Regel. Anthurium roezlii ingår i släktet Anthurium och familjen kallaväxter. Inga underarter finns listade.